# فيليب ترويان
فيليب ترويان (بالتشيكية: Filip Trojan)‏ (مواليد 21 فبراير 1983 في تريبيتش - تشيكوسلوفاكيا) لاعب كرة قدم تشيكي يلعب حاليا لصالح نادي الدرجة الأولى ماينز الألماني منذ 2009 في مركز الوسط المحوري .

## روابط خارجية
- فيليب ترويان على موقع الاتحاد التشيكي (الإنجليزية)
- فيليب ترويان على موقع قاعدة بيانات كرة القدم.إي يو (الإنجليزية)
- فيليب ترويان على موقع بيانات كرة القدم. دي إي (الألمانية)
- فيليب ترويان على موقع Soccerway.com (الإنجليزية)
- فيليب ترويان على موقع عالم كرة القدم.نت (الإنجليزية)